# Amplificador de aislamiento

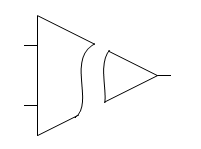
Símbolo básico del amplificador de aislamiento.

El Amplificador de aislamiento es un tipo de amplificador diseñado para aislar eléctricamente dos circuitos entre sí, pero permitiendo el paso de información entre ellos.
Esto, aparentemente contradictorio, es útil cuando los dos circuitos están alimentados a tensiones muy diferentes, tienen una referencia diferente, para aplicaciones de electrónica biomédica o simplemente están alejados.

## Técnicas para aislar
- Capacitivas
- Inductivas (por ejemplo con transformadores)
- Ópticas (por ejemplo con optoacopladores)

Todas ellas tienen diferentes respuestas en lo que respecta al ancho de banda, tensiones máximas que admiten, etc.

## Características
- VISO: es la máxima diferencia de tensión que puede haber entre las dos masas de los dos circuitos
- ZISO: barrera de aislamiento